# Shimon Shelah
Shimon Shelah, nato Szymon Szmuckler (in ebraico שמעון שלח‎?; Vilnius, 19 marzo 1932), è un ex cestista e allenatore di pallacanestro israeliano.

## Carriera
Con Israele ha partecipato alle Olimpiadi del 1952 e ai Campionati del mondo del 1954.
Da allenatore ha guidato Israele in quattro edizioni dei Campionati europei (1965, 1967, 1969, 1971).

## Palmarès
- Campionato israeliano: 4

Hapoel Tel Aviv: 1959-60, 1960-61, 1964-65, 1965-66
- Coppa di Israele: 1

Hapoel Tel Aviv: 1961-62